# Luciobarbus escherichii
Luciobarbus escherichii är en fiskart som först beskrevs av Steindachner, 1897.  Luciobarbus escherichii ingår i släktet Luciobarbus och familjen karpfiskar. Inga underarter finns listade i Catalogue of Life.